# یوتوپیا (تگزاس)
یوتوپیا، تگزاس(به انگلیسی: Utopia, Texas) شهری در ایالت تگزاس از ایالات جنوبی ایالات متحده آمریکا است. در سرشماری سال ۲۰۰۰، جمعیت این شهر ۲۴۱ نفر اعلام شد.